# 17040 Almeida
17040 Almeida è un asteroide della fascia principale. Scoperto nel 1999, presenta un'orbita caratterizzata da un semiasse maggiore pari a 2,3158108 UA e da un'eccentricità di 0,0273873, inclinata di 4,30836° rispetto all'eclittica.